# 7-й гвардейский механизированный корпус
7-й гвардейский механизированный Нежинско-Кузбассовский ордена Суворова корпус — оперативно-тактическое войсковое соединение в составе ВС СССР.
Условное наименование — войсковая часть полевая почта (в/ч пп) № 95952.
Сокращённое наименование — 7 гв. мк.

## История
Приказом НКО № 0404 от 26 июля 1943 года 2-й механизированный корпус был преобразован в 7-й гвардейский механизированный корпус за героизм и отвагу, стойкость и мужество личного состава в боях с немецко-фашистскими захватчиками, а также за образцовое выполнение боевых заданий, проявленные в ходе Орловской наступательной операции.
10 июня 1945 года, в соответствии с директивой Ставки Верховного Главнокомандования № 11096 от 29 мая 1945 года, 7-й гвардейский механизированный корпус вошёл в состав Центральной группы войск.
10 июля 1945 года, на основании приказа НКО СССР № 0013 от 10 июня 1945 года, корпус был преобразован в 7-ю гвардейскую механизированную дивизию в составе 4-й гвардейской танковой армии (с 4.07.1946 г. 4-я гвардейская механизированная армия). В ноябре 1946 года в связи с уменьшением личного состава Вооружённых сил СССР 4-я гвардейская механизированная армия была преобразована в 4-ю отдельную гвардейскую кадровую танковую дивизию, а 7-я гвардейская механизированная дивизия была свёрнута до 7-го гвардейского кадрового механизированного полка. В 1947 году 4-я отдельная гвардейская кадровая танковая дивизия была переведена в Германию в состав ГСВГ. Место дислокации полка — Олимпишесдорфе. В 1950 году полк снова был развёрнут в 7-ю гвардейскую механизированную дивизию в составе вновь сформированной 4-й гвардейской механизированной армии.
17 мая 1957 года 7-я гвардейская механизированная дивизия была преобразована в 11-ю гвардейскую мотострелковую Нежинско-Кузбасскую ордена Суворова дивизию (в/ч 58900). Летом 1958 года выведена в Смоленск, при этом в состав дивизии был передан из 82-й мотострелковой дивизии — 91-й танковый полк, в обмен на 57-й гвардейский танковый полк. Весной 1968 года передислоцирована в ЗабВО на станцию Безречная, Читинской области. 1 декабря 1989 года 11-я дивизия свёрнута в 5503-ю гвардейскую базу хранения вооружения и техники. 5503-я гв. БХВТ была расформирована в 2001 году.

## Состав
- Управление корпуса
- 24-я гвардейская механизированная Нежинская ордена Красной Звезды бригада
  - 13-й танковый полк
- 25-я гвардейская механизированная Нежинская ордена Богдана Хмельницкого бригада
  - 12-й танковый полк
- 26-я гвардейская механизированная Севская Краснознамённая ордена Богдана Хмельницкого бригада
  - 215-й танковый полк
- 57-я гвардейская танковая Нежинская ордена Кутузова бригада (бывшая 33-я)
- 291-й гвардейский самоходно-артиллерийский ордена Александра Невского полк (бывший 291-й гв. иптап)
- 1820-й самоходно-артиллерийский полк
- 355-й гвардейский тяжёлый самоходно-артиллерийский Остроленковский ордена Александра Невского полк (бывший 1457-й)
- 468-й гвардейский миномётный полк
- 288-й гвардейский зенитный артиллерийский полк
- Корпусные части:
- 5-й отдельный гвардейский мотоциклетный батальон (бывший 68-й омцб)
- 410-й отдельный гвардейский миномётный дивизион
- 147-й отдельный гвардейский батальон связи (до 01.10.1943 — 772-й отдельный батальон связи)
- 122-й отдельный гвардейский сапёрный батальон (до 11.09.1943 — 19-й отдельный саперный батальон)
- 76-й отдельный ремонтно-восстановительный батальон (28.12.1944 — переформирован в 555-ю ПТРБ и 556-ю ПАРБ)
- 555-я полевая танкоремонтная база, с 28.12.1944
- 556-я полевая авторемонтная база, с 28.12.1944
- 153-я отдельная рота химзащиты
- 25-я отдельная автотранспортная рота подвоза ГСМ
- авиазвено связи, с 10.07.1943
- 167-й полевой автохлебозавод
- 1774-я полевая касса Госбанка
- 2295-я военно-почтовая станция

С 1968 г. 11-я гвардейская мотострелковая Нежинско-Кузбасская ордена Суворова дивизия базировалась в Забайкальском военном округе и в конце 80-х имела следующий состав:
- управление (п. Безречная);
- 63-й мотострелковый Слонимско-Померанский Краснознамённый орденов Суворова и Кутузова полк (п. Мирная);
- 85-й гвардейский мотострелковый Севский Краснознамённый полк (п. Мирная);
- 25-й гвардейский мотострелковый Нежинский ордена Богдана Хмельницкого полк (п. Мирная);
- 91-й танковый Фастовский ордена Ленина, Краснознамённый, орденов Суворова и Богдана Хмельницкого полк имени И. И. Якубовского (п. Мирная);
- 930-й гвардейский Келецкий Краснознамённый, орденов Кутузова и Богдана Хмельницкого самоходно-артиллерийский полк (п. Мирная);
- 1106-й гвардейский зенитный ракетный Львовский орденов Кутузова 3 степени, Богдана Хмельницкого 2 степени, Александра Невского полк (п. Безречная);
- отдельный ракетный дивизион (п. Безречная)
- отдельный противотанковый дивизион (п. Безречная);
- 109-й отдельный гвардейский разведывательный батальон (п. Безречная);
- 22-й отдельный гвардейский инженерно-сапёрный батальон (п. Мирная);
- 398-й отдельный гвардейский батальон связи (п. Безречная);
- 207-й отдельный ремонтно-восстановительный батальон (п. Безречная);
- 1160-й отдельный батальон материального обеспечения (п. Мирная);
- отдельный медицинский батальон (п. Безречная);
- 295 отдельная рота химической защиты (п. Безречная);
- ОВКР

## Подчинение
В составе действующей армии: с 25.07.1943 по 26.10.1943; с 27.10.1944 по 11.05.1945
- В декабре 1943 г. корпус был выведен в резерв Ставки и лишь в сентябре 1944 г. был передан в состав 3-го Белорусского фронта, а с января 1945 г. — 1-го Украинского фронта.

## Командование корпуса

### Командиры корпуса и дивизии
командир 7-го гвардейского мехкорпуса
- (26.07.1943 — 07.09.1945) —  Корчагин, Иван Петрович, генерал-лейтенант танковых войск[8]

Командиры 7-й гвардейской механизированной дивизии
- (07.09.1945 — 12.06.1946) —  Корчагин, Иван Петрович, генерал-лейтенант танковых войск
- (09.07.1946 — 04.10.1947) —  Баринов, Давид Маркович, генерал-майор танковых войск

Командиры 7-го гвардейского кадрового механизированного полка
- (15.11.1947 — 29.03.1949) — Корецкий, Василий Игнатьевич, полковник;
- (29.03.1949 — 12.1950) — Гусев, Владимир Александрович, генерал-майор;
- (12.1950 — 30.03.1954) —  Коберидзе, Ермолай Григорьевич, генерал-майор;
- (30.03.1954 — 17.05.1957) — Артемьев, Пётр Михайлович, полковник

Командиры 11-й гвардейской мотострелковой дивизии
- (17.05.1957 — 11.06.1959) — Артемьев, Пётр Михайлович, с 27.08.1957 генерал-майор;
- (11.06.1957 — 22.03.1963) — Кульков, Юрий Николаевич, полковник, с 22.02.1963 генерал-майор;
- (03.04.1963 — 23.05.1968) — Гугняк, Яков Анисимович, полковник, с 27.08.1957 генерал-майор;
- (23.05.1968 — 24.01.1973) — Фень, Александр Фёдорович, полковник, с 29.04.1970 генерал-майор;
- (24.01.1973 — ?) — Офицеров, Владимир Александрович, полковник, с 27.10.1977 генерал-майор

### Заместитель командира корпуса по строевой части
- до апреля 1945 —  Максимов, Владимир Константинович, генерал-майор танковых войск (тяжело ранен и попал в плен 23.04.1945);
- до конца войны —  Кремер, Симон Давидович, генерал-майор танковых войск

- (02.1951 — 11.1953) — Фёдоров, Михаил Владимирович, полковник

### Начальник политотдела он же заместитель командира по политической части
- (25.07.1943 — 09.05.1945) — Кудинов, Никанор Григорьевич, полковник[9]

### Начальники штаба корпуса
- (26.07.1943 — ?.03.1944) — Шаповалов, Михаил Дмитриевич, полковник;
- (?.03.1944 — 11.05.1945) —  Баринов, Давид Маркович, генерал-майор танковых войск[10]

## Награды и почётные наименования
| Награда (наименование)                | Дата награждения                                                                  | За что получена |
| ------------------------------------- | --------------------------------------------------------------------------------- | --- |
| Почётное звание «Гвардейский»         | присвоено приказом Народного комиссара обороны СССР № 0404 от 26 июля 1943 года   | за проявленную отвагу в боях с немецкими захватчиками, стойкость, мужество, дисциплинированность и героизм личного состава, проявленные в ходе Орловской наступательной операции |
| Почётное наименование «Нежинский»     | присвоено приказом Верховного главнокомандующего № 12 от 15 сентября 1943 года    | в ознаменование одержанной победы и отличия в боях за освобождение города Нежин                                                                                                  |
| Почётное наименование «Кузбассовский» | присвоено приказом Народного комиссара обороны СССР № 0236 от 2 августа 1944 года | удовлетворяя просьбу трудящихся Кузбасса (в связи с тем что трудящиеся Кузбасса из своих личных сбережений на вооружение механизированного корпуса собрали 285 120 тысяч рублей) |
| Орден Суворова II степени             | награждён указом Президиума Верховного Совета СССР от 4 июня 1945 года            | за образцовое выполнение заданий командования в боях с немецкими захватчиками при овладении городом Бреславль (Бреслау) и проявленные при этом доблесть и мужество               |

## Отличившиеся воины корпуса

### Герои Советского Союза
Управление корпуса:
- Волков, Николай Григорьевич, гвардии подполковник, корпусной инженер.
- Корчагин, Иван Петрович, гвардии генерал-лейтенант, командир корпуса.

24-я гвардейская механизированная бригада:
- Грошев, Дмитрий Николаевич, гвардии младший сержант, наводчик противотанкового ружья отдельной роты противотанковых ружей. Звание присвоено посмертно.
- Киселёв, Рафаил Алексеевич, старший лейтенант, командир танковой роты 13 танкового полка. Умер от ран 29 сентября 1943 года.
- Максимов, Владимир Константинович, гвардии полковник, командир бригады. Погиб в бою 19 апреля 1945 года.
- Свидинский, Владимир Иванович, гвардии младший лейтенант, командир роты мотострелкового батальона. Погиб в бою 25 марта 1945 года.
- Сопляков, Михаил Игнатьевич, гвардии старший лейтенант, заместитель командира батальона.
- Фуковский, Александр Васильевич, гвардии лейтенант, командир миномётной роты.

25-я гвардейская механизированная бригада:
- Артамонов, Фёдор Владимирович, гвардии подполковник, командир бригады.
- Воробьёв Николай Тимофеевич, лейтенант, командир танкового взвода 12-го танкового полка.
- Комбаров, Егор Игнатьевич, гвардии старший сержант, командир отделения. Звание присвоено посмертно.
- Малюга, Николай Семёнович, гвардии старший лейтенант, командир танкового взвода 12-го танкового полка. Звание присвоено посмертно.
- Роман, Алексей Петрович, гвардии старший лейтенант, командир танковой роты 12-го танкового полка.
- Романков, Александр Андрианович, младший лейтенант, командир танка 12-го танкового полка. Звание присвоено посмертно.
- Целак, Михаил Михайлович, гвардии младший лейтенант, командир взвода. Умер от ран 19 февраля 1945 года.

26-я гвардейская механизированная бригада:
- Баринов, Давид Маркович, гвардии генерал-майор, командир бригады
- Данилин, Иван Никитович, гвардии капитан, командир 2 мотострелкового батальона. Умер от ран 31 января 1945 года.
- Москвин, Михаил Кириллович, гвардии старший лейтенант, командир батальона.
- Сабуров, Георгий Павлович, гвардии красноармеец, наводчик орудия батареи 45-мм пушек. Звание присвоено посмертно.

57-я гвардейская танковая бригада:
- Кабаковский, Григорий Самойлович, гвардии лейтенант, командир роты мотострелкового батальона.
- Силантьев, Михаил Васильевич, лейтенант, командир роты танков Т-34 33 отдельного танкового батальона 33 танковой бригады (с 26 июля 1943 года — 57 гвардейская танковая бригада). Звание присвоено посмертно.
- Соболев, Николай Леонтьевич, гвардии сержант, командир взвода противотанковых ружей.